# Geist (superheld)
Geist is een fictieve superheld in het DC Comics universum. Hij is bedacht door Chuck Dixon en Jim Balent.

## Fictieve biografie
Geist kwam voor het eerst voor in DC Comics Annual #6 (1993). Daarin kreeg Dwayne Geyer superkrachten tijdens de Bloodlines crossover. Nadat hij werd gebeten door een alien, was het mogelijk voor Geyer om onzichtbaar te worden. Hij werd compleet onzichtbaar in fel licht en minder zichtbaar in dimlicht. Dit was erg handig om de misdaad te bestrijden, maar minder handig om een baan te krijgen. Hij hielp Batman (Jean-Paul Valley) met zijn pas ontdekte krachten om een ruggenmerg zuigende te verslaan die Gotham City aan het aanvallen was.
Geist werd daarna lid van de Blood Pack en vocht samen met hen om Quarum te verslaan. Geist verliet het team na er achter te zijn gekomen dat hij alleen lid was door een schrijffout. Nadit trok hij zich terug van het superheldengedoe, totdat er contact met hem werd gezocht door het Orakel. Nadat hij te horen had gekregen dat Metropolis werd aangevallen, hees hij zichzelf weer in zijn superheldenpak om de stad te verdedigen. Hij verenigde zichzelf weer me de andere voormalig leden van de Blood Pack en gingen het gevecht aan. Samen vochten ze tegen Solomon Grundy. Geist werd vermoord tijdens Infinite Crisis #7. Terwijl hij Grundy aan het bevechten was, voerde Superboy-Prime een hittestraal af naar de leden van de Blood Pack. Geist, Grundy en de aanwezige leden van de Blood PAck werden ogenschijnlijk vermoord.